# Fox-Gletscher
Der Fox-Gletscher (offizielle Bezeichnung: Fox Glacier/Te Moeka o Tuawe. englisch Fox Glacier, Māori: Te Moeka o Tuawe) ist ein Talgletscher nahe der Westküste der neuseeländischen Südinsel. Er liegt innerhalb des Westland-Nationalparks. Sein Nährgebiet befindet sich im Bereich der höchsten Gipfel der Neuseeländischen Alpen und wie auch der 25 km weiter nördlich liegende Franz-Josef-Gletscher fließt er von dort die steile Westflanke des Gebirges hinab und reicht deshalb weit hinunter, fast bis auf 300 m.
Im Jahr 1852 benannte Leonard Harper Franz-Josef- und Fox-Gletscher nach Victoria und Albert, dem damaligen englischen Königspaar, machte dies aber nicht offiziell bekannt. So kam es, dass beide heute andere Namen tragen. Nachdem der neuseeländische Premierminister William Fox 1872 den beiden Gletschern einen Besuch abstattete, bekam der Fox-Gletscher seinen heutigen Namen.
Der Fox-Gletscher entwässert über den Fox River in die Tasmansee. Durch die Nähe der Ortschaft Fox Glacier ist der Gletscher touristisch gut erschlossen. Wenig südlich des Orts zweigt vom State Highway 6 südöstlich eine etwa sieben Kilometer lange Fahrstraße ab, über die man in die Nähe des Gletschertors gelangen kann.

## Entwicklung
Während des Großteils des 20. Jahrhunderts musste der Fox-Gletscher starke Verluste verzeichnen. Von 1985 bis 2007 dehnte sich der Gletscher überwiegend aus, seit 2009 schmilzt er aber wieder (Stand 2014). Der Höchststand von circa 2007–2008 ist insbesondere am südlichen Hang aufgrund einer deutlich sichtbaren Vegetationsgrenze weit oberhalb der heutigen Gletscherzunge gut zu erkennen.

Position der Gletscherzunge des Fox-Gletschers
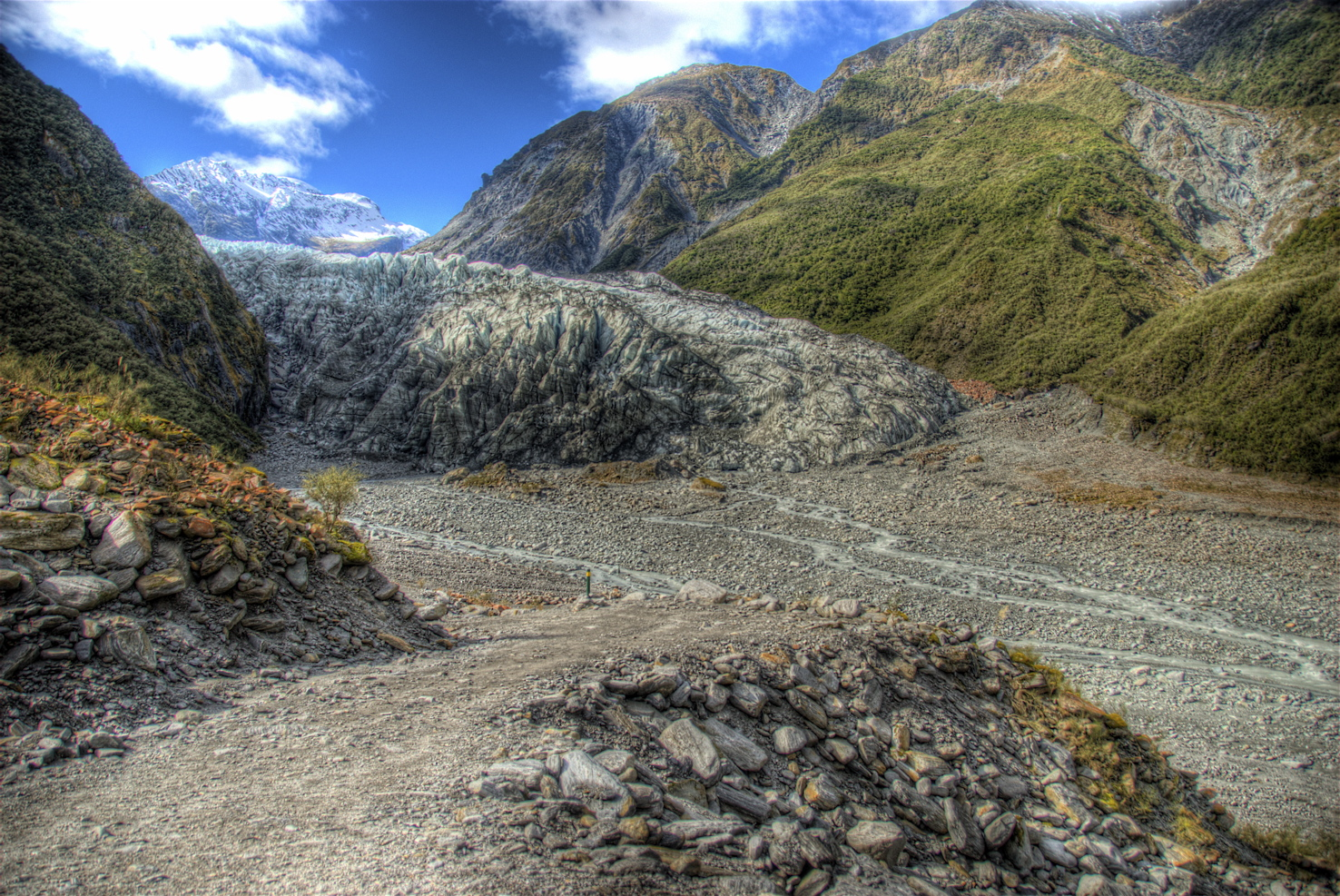
September 2007, letzte Maximalausdehnung
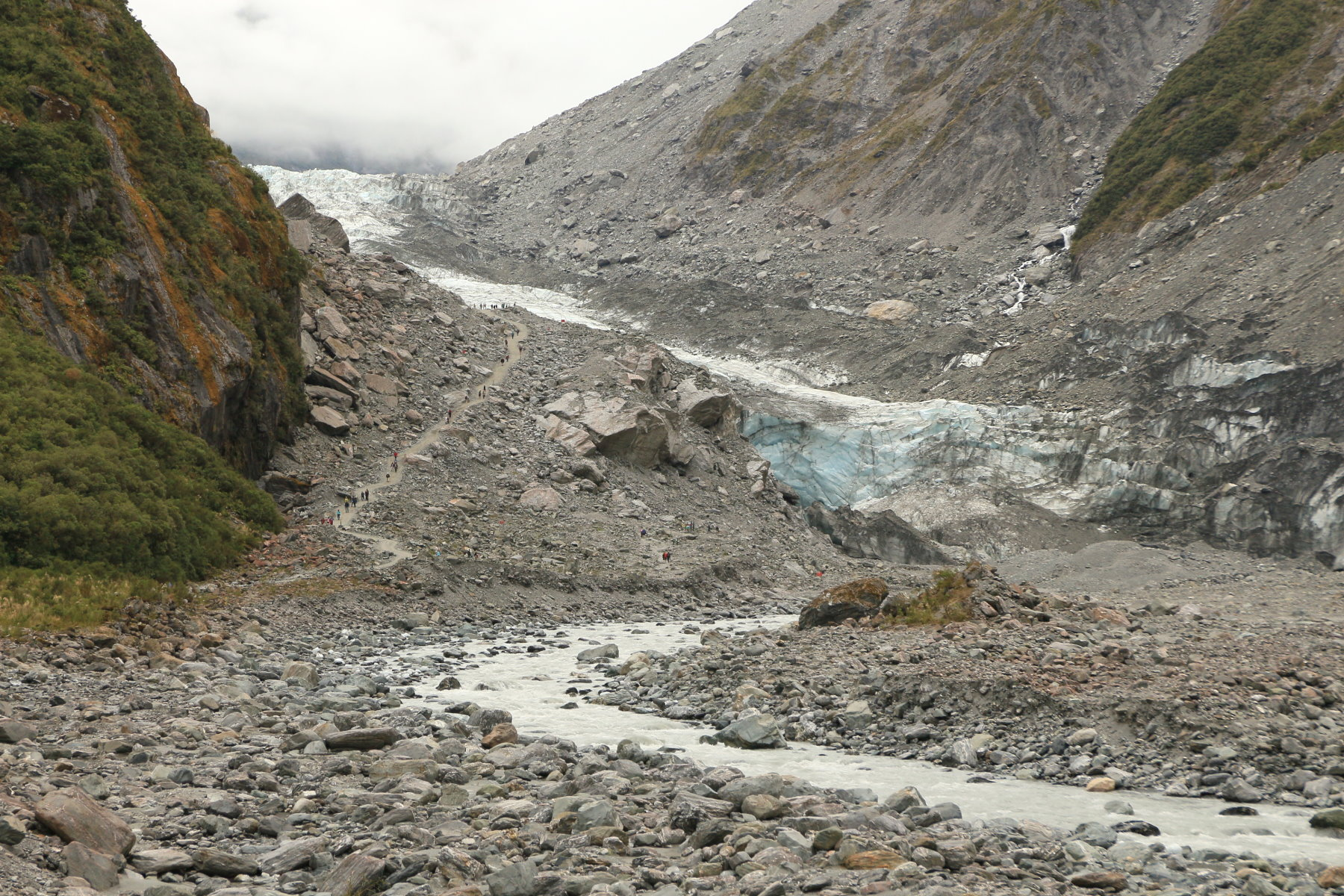
Februar 2013, etwas näherer Standort

Als Grund für diese Schwankungen wird die für Gletscher ungewöhnlich hohe Geschwindigkeit von Fox-Gletscher und Franz-Josef-Gletscher genannt. Der Fox-Gletscher schiebt sich mit einem Meter pro Woche vorwärts. Dadurch reagiert der Gletscher innerhalb weniger Jahre auf mehrjährige über- oder unterdurchschnittliche Schneefälle im Nährgebiet, wie sie oft durch El Niño bzw. La Niña hervorgerufen werden. Hinzu kommt die Lage an der niederschlagsreichen Westküste: „Dadurch können sie schnell wachsen. Gleichzeitig reichen ihre Zungen bis in sehr tiefe und relativ warme Lagen, so dass sie sich bei steigenden Temperaturen auch rasch zurückziehen.“